# Arbasch (Kirow)
Arbasch (russisch Арба́ж) ist eine Siedlung städtischen Typs in der Oblast Kirow in Russland mit 3563 Einwohnern (Stand 14. Oktober 2010).

## Geographie
Der Ort liegt etwa 130 km Luftlinie südwestlich des Oblastverwaltungszentrums Kirow am Schuwan, einem linken Nebenfluss der Pischma.
Arbasch ist Verwaltungszentrum des Rajons Arbaschski sowie Sitz der Stadtgemeinde Arbaschskoje gorodskoje posselenije. Zur Gemeinde gehören neben der Siedlung 23 umliegende Dörfer und ländliche Siedlungen, von denen nur vier mehr als 100 Einwohner haben (Stand 14. Oktober 2010): Basmany ( km lich), Bolschoi Kugunur ( km lich), Guliny ( km lich) und Kisljaki ( km lich).

## Geschichte
Der Ort wurde erstmals 1765 unter dem Namen Arbaschskije potschinki erwähnt. Er gehörte in Folge zum Ujesd Kotelnitsch des Gouvernements Wjatka und wurde Sitz einer Wolost. Diese wurde 1929 mit vier weiteren zu einem gleichnamigen Rajon zusammengeschlossen.
1956 erhielt Arbasch den Status einer Siedlung städtischen Typs.

### Bevölkerungsentwicklung
| Jahr | Einwohner |
| ---- | --------- |
| 1939 | 1570      |
| 1959 | 2286      |
| 1970 | 3432      |
| 1979 | 4201      |
| 1989 | 4927      |
| 2002 | 4067      |
| 2010 | 3563      |

Anmerkung: Volkszählungsdaten

## Verkehr
Nach Arbasch führt die Regionalstraße 33N-011, die 12 km nördlich von der föderalen Fernstraße R176 Wjatka abzweigt, die von Tscheboksary über Joschkar-Ola und Kirow nach Syktywkar verläuft. In nordöstlicher Richtung besteht Anschluss zur 25 km entfernten 33N-10 nach Sowetsk.
Die nächstgelegenen Bahnstationen befinden sich per Straße jeweils etwa 70 km entfernt südlich in Jaransk, Endpunkt einer Strecke von Selenodolsk bei Kasan über Joschkar-Ola, sowie nördlich in Kotelnitsch an der Transsibirischen Eisenbahn.